# Мар'янівка (Золотоніський район)
Мар'я́нівка — село в Україні, у Золотоніському районі Черкаської області. Входить до складу Чорнобаївської селищної громади.

## Населення
За даними перепису 2001 року в селі мешкало 117 осіб.

### Мовний склад
Рідна мова населення за даними перепису 2001 року:
| Мова       | Чисельність, осіб | Доля     |
| ---------- | ----------------- | -------- |
| Українська | 111               | 94,87 %  |
| Вірменська | 4                 | 3,42 %   |
| Інше       | 2                 | 1,71 %   |
| Разом      | 117               | 100,00 % |